# Rozsdásnyakú lappantyú
A rozsdásnyakú lappantyú (Caprimulgus ruficollis) a madarak (Aves) osztályának a lappantyúalakúak (Caprimulgiformes) rendjéhez, ezen belül a lappantyúfélék (Caprimulgidae) családjához tartozó faj.

## Rendszerezése
A fajt Coenraad Jacob Temminck holland arisztokrata és ornitológus írta le 1820-ban.

## Alfajai
- Caprimulgus ruficollis desertorum Erlanger, 1899
- Caprimulgus ruficollis ruficollis Temminck, 1820[2]

## Előfordulása
Portugália, Spanyolország, Algéria, Marokkó és Tunézia területén fészkel, de vonulásai során eljut Gibraltár, Bissau-Guinea, Mali, Mauritánia, a Nyugat-Szahara, Burkina Faso, Horvátország, Elefántcsontpart, Dánia, Franciaország, Ghána, Olaszország, Líbia, Málta, Nigéria, Szenegál, az Egyesült Királyság területére is.
Természetes élőhelyei a szubtrópusi vagy trópusi lombhullató erdők és cserjések. Vonuló faj.

## Megjelenése
Testhossza 32 centiméter, szárnyfesztávolsága 64-66 centiméter, testtömege 70–102 gramm.

## Életmódja
Rovarokkal táplálkozik.

## Szaporodása
|  |

## Természetvédelmi helyzete
Az elterjedési területe rendkívül nagy, egyedszáma viszont csökken, de még nem éri el a kritikus szintet. A Természetvédelmi Világszövetség Vörös listáján nem fenyegetett fajként szerepel.